# مقاطعة واشو
مقاطعة واشو (بالإنجليزية: Washoe County) هي إحدى مقاطعات ولاية نيفادا في الولايات المتحدة الأمريكية. مركز المقاطعة أو مقعدها هي مدينة رينو. أصل هذه المقاطعة يأتي من: إحدى المقاطعات الأصلية التسعة
في عام 2000، كان عدد السكان 339486 نسمة، والتقديرات الرسمية لـ 1 يوليو 2004 تشير إلى 383453 نسمة. الحاضرة الإقليمة للمقاطعة هي مدينة رينو.

## تاريخ
تأسست مقاطعة واشوي في 1861 كإحدى المقاطعات الأصلية التسعة لنيفادا. وهي تسمّي بهذا الاسم نسبة لشعب الواشو الذين كانوا يسكنون المنطقة. في عام 1883 دمجت مع مقاطعة روب. واشو سيتي كانت الحاضرة الإقليمة الأولى لها في 1861، ثم استبدلت برينو في 1871.

## جغرافيا
طبقا لمكتب إحصاء السكان الأمريكي، المقاطعة لها مساحة كليّة تعادل 16968 كم2 (6551 ميل مربع)، منها 16426 كم2 (6342 ميل مربع) يابسة، و 541 كم2 (209 ميل مربع) ماء.

### المقاطعات المجاورة
- مقاطعة هومبولت، نيفادا - شرق
- مقاطعة بيرشينج، نيفادا - شرق
- مقاطعة تشرشل، نيفادا - شرق
- مقاطعة ليون، نيفادا - جنوب الشرق
- مقاطعة ستوري، نيفادا - جنوب
- كارسن سيتي، نيفادا - جنوب
- مقاطعة بلاسير، كاليفورنيا - جنوب الغرب
- مقاطعة نيفادا، كاليفورنيا - غرب
- مقاطعة سيرا، كاليفورنيا - غرب
- مقاطعة لاسين، كاليفورنيا - غرب
- مقاطعة مودوك، كاليفورنيا - غرب
- مقاطعة ليك، أوريغون - شمال
- مقاطعة هارني، أوريغون - شمال الشرق

### أهم المدن
- كولد سبرينغس
- غيرلاتش إمباير
- نيوواشو سيتي
- نيكسون
- رينو
- سباركس

## وصلات خارجية
- الموقع الرسمي نسخة محفوظة 10 أبريل 2021 على موقع واي باك مشين.